# Luzon
Luzon je otok v Jugovzhodni Aziji, največji in najpomembnejši od otokov, ki sestavljajo filipinsko otočje. Na njem ležita glavno mesto Filipinov, Manila, in največje mesto v državi, nekdanja prestolnica Quezon City. Skupno živi tu približno polovica prebivalstva države.

## Geografija
Luzon omejujejo Filipinsko morje na vzhodu, Južno kitajsko morje na zahodu in Sibujansko morje na jugu.
S površino 109.964,9 km² je 15. največji otok na svetu. Glavni del otoka je približno pravokotne oblike, ki ga dopolnjujeta polotoka Batangas in Bicol na jugu. Relief je raztegnjen v smeri sever-jug. Luzon je gorat otok z najvišjim vrhom Pulag pri 2.922 m nadmorske višine. Najpomembnejša gorovja so Cordillera Central na severu, Sierra Madre ob vzhodni obali in Zambales ob zahodni. Površje, predvsem na jugu, je ognjeniško aktivno, med bolj znanimi aktivnimi ognjeniki sta Taal sredi istoimenskega jezera in Pinatubo, ki je nazadnje izbruhnil leta 1991. Najpomembnejše reke so Cagayan na severovzhodu, Agno in Pampanga v osrednjem delu ter Pasig, ki teče skozi Manilo na jugu. Razčlenjena obala tvori številna naravna pristanišča.
Podnebje je tropsko, s sušnim obdobjem med novembrom in aprilom ter vlažnim obdobjem med majem in oktobrom.

## Demografija in gospodarstvo
Razgibano površje deli Luzon na naravne regije, ki se odražajo v množici kultur, jezikov in etničnih skupin. Leta 2000 je na njem živelo 42,5 milijona ljudi. Nižavja poseljujejo predvsem Malajci, ki predstavljajo večinsko prebivalstvo, v višavjih pa živijo Negriti in Igoroti. Zgodovinsko pomemben vpliv na lokalno kulturo je imelo trgovanje z drugimi azijskimi narodi, predvsem Japonci in Kitajci, kasneje pa tudi večstoletna španska kolonialna vladavina, katere najočitnejša posledica je, da je Krščanstvo prevladujoča religija.
Luzon je gospodarsko središče Filipinov, tako v smislu industrije, ki je skoncentrirana okrog Manile, kot kmetijstva. Celotno nižavje je usmerjeno v kmetijstvo, najpomembnejši pridelki so riž, pšenica, kokos, sladkorni trs, mango in banane. Hribovit severni del je slaven po starodavnih terasah Igorotov za gojenje riža, osrednje nižavje je glavno območje pridelave pšenice, ob obalah pa ima največji pomen ribištvo. V višje ležečih predelih se intenzivno izkoriščajo gozdovi, tam so tudi rudniki zlata, kroma, bakra, železa, mangana in niklja.

## Zgodovina
Najstarejši fosilni dokaz o človeški poselitvi otoka, odkrit v jami Callao na severu Luzona, datirajo 67.000 let v preteklost, a ga zaenkrat ni mogoče nedvoumno pripisati modernemu človeku. Luzon je bil dolgo časa razdeljen na množico kraljestev in plemenskih ozemelj ter predstavljal živahno trgovsko središče širšega območja jugovzhodne Azije. 
Sredi 16. stoletja so ga dosegli Španci in sčasoma zavzeli vse nižinske predele otoka, izven njihovega nadzora so ostala le gorata območja. Španska kolonialna vladavina je bila brutalna, zato so bili pogosti upori lokalnega prebivalstva, ki so se stopnjevali do filipinske revolucije leta 1896. Dve leti kasneje je v špansko-ameriški vojni otok pripadel Američanom, ki so se jim Filipinci prav tako neuspešno uprli.
Med drugo svetovno vojno je bil Luzon prizorišče srditih spopadov na pacifiškem bojišču. Japonska vojska je v bliskoviti akciji premagala nepripravljene ameriške sile pod vodstvom generala MacArthurja in zavzela otok. Triletna okupacija je bila brutalna in je spodbudila nastanek več gverilskih skupin, a je otok ostal pod japonskim nadzorom do januarja 1945, ko so ga znova zavzeli Američani. Le-ti so ohranili vojaško prisotnost na Luzonu do leta 1992.